# Supercoupe d'Allemagne de football 2021
L'édition 2021 de la Supercoupe d'Allemagne de football est la 21e édition de la Supercoupe d'Allemagne de football et se déroule le 17 août 2021 au Signal Iduna Park à Dortmund en Allemagne.
Les règles du match sont les suivantes : la durée de la rencontre est de 90 minutes puis en cas de match nul, une séance de prolongations de 30 minutes mais si le score est toujours nul il y aura une séance de tirs au but pour départager les équipes.
Cinq remplacements sont autorisés pour chaque équipe.
Le match oppose le Borussia Dortmund, deuxième de la Bundesliga 2020-2021 et vainqueur de la Coupe d'Allemagne 2020-2021, au Bayern Munich, vainqueur de la Bundesliga 2020-2021.

## Feuille de match
| Borussia Dortmund |

| Bayern Munich |

| Borussia Dortmund |

| Bayern Munich |

| G             | 1  | Gregor Kobel          |     |
| D             | 30 | Felix Passlack        | 84e |
| D             | 28 | Axel Witsel           |     |
| D             | 16 | Manuel Akanji         |     |
| D             | 14 | Nico Schulz           |     |
| M             | 8  | Mahmoud Dahoud        |     |
| M             | 7  | Giovanni Reyna        | 78e |
| M             | 22 | Jude Bellingham       | 84e |
| M             | 11 | Marco Reus            |     |
| A             | 18 | Youssoufa Moukoko     | 58e |
| A             | 9  | Erling Haaland        |     |
| Remplaçants : |    |                       |     |
| G             | 35 | Marwin Hitz           |     |
| M             | 6  | Thomas Delaney        |     |
| M             | 20 | Reinier               | 84e |
| A             | 21 | Donyell Malen         | 58e |
| A             | 27 | Steffen Tigges        |     |
| A             | 36 | Ansgar Knauff         |     |
| M             | 39 | Marius Wolf           | 84e |
| M             | 46 | Marco Pašalić         | 78e |
| M             | 47 | Antonios Papadopoulos |     |
| Entraîneur :  |    |                       |     |
| Marco Rose    |    |                       |     |

| G                 | 1  | Manuel Neuer             |     |
| D                 | 44 | Josip Stanišić           | 87e |
| D                 | 2  | Dayot Upamecano          |     |
| D                 | 4  | Niklas Süle              |     |
| D                 | 19 | Alphonso Davies          |     |
| M                 | 6  | Joshua Kimmich           |     |
| M                 | 8  | Leon Goretzka            |     |
| M                 | 7  | Serge Gnabry             | 73e |
| M                 | 25 | Thomas Müller            | 73e |
| M                 | 11 | Kingsley Coman           | 49e |
| A                 | 9  | Robert Lewandowski       | 88e |
| Remplaçants :     |    |                          |     |
| G                 | 26 | Sven Ulreich             |     |
| D                 | 3  | Omar Richards            |     |
| A                 | 10 | Leroy Sané               | 49e |
| A                 | 13 | Eric Maxim Choupo-Moting | 88e |
| D                 | 15 | Chris Richards           |     |
| D                 | 20 | Bouna Sarr               | 87e |
| D                 | 23 | Tanguy Nianzou           |     |
| M                 | 24 | Corentin Tolisso         | 73e |
| M                 | 42 | Jamal Musiala            | 73e |
| Entraîneur :      |    |                          |     |
| Julian Nagelsmann |    |                          |     |